# フォルカー・バンフィールド
フォルカー・バンフィールド（Volker Banfield、1944年5月9日 - ）は、ドイツのピアノ奏者。
オーバーアウドルフ出身。14歳の時にバイエルン州から奨学金を得てデトモルトの北西ドイツ音楽院に進学し、レナーテ・クレッチマー＝フィッシャーの薫陶を受けた。1960年にはベルリンで開催された青少年音楽コンクールで上位入賞を果たす。1965年にドイツ学術交流会の奨学金を得てアメリカに留学し、ジュリアード音楽院でアデーレ・マーカス、テキサス大学でレナード・シュアの指導を受けた。1975年に帰国後は、演奏活動の傍らで2009年までハンブルク音楽演劇大学で教鞭を執り、2004年から2007年まで同大学の副学長を務めた。